# Dryophytes arboricola
Dryophytes arboricola – gatunek endemicznego płaza bezogonowego z rodziny rzekotkowatych (Hylidae).

## Taksonomia
Gatunek po raz pierwszy opisał w 1941 roku amerykański herpetolog Edward Harrison Taylor, nadając mu nazwę Hyla arboricola. Jako miejsce typowe odłowu holotypu Taylor wskazał „wysokość około 7000 stóp około 6 mil na wschód od Omilteme, G[uerre]ro”, w Meksyku. Takson ten uznawano w przeszłości za synonim Hyla eximia, jednak w 2002 roku León ponownie uznał go za osobny gatunek. W 2016 roku Duellman i inni przywrócili rodzaj Dryophytes i gatunek został do niego przeniesiony.

## Występowanie
Jest to endemit, występujący tylko w górach Sierra Madre Południowej w meksykańskim stanie Guerrero.
Zwierzę bytuje na dużych wysokościach – około 2000 metrów nad poziomem morza. Prawdopodobnie zamieszkuje tylko górskie lasy.

## Rozmnażanie
Sądzi się, że płaz ten do rozmnażania używa tworzących się okresowo zbiorników wodnych.

## Status zagrożenia
W Czerwonej księdze gatunków zagrożonych IUCN Dryophytes arboricola od 2020 roku klasyfikowany jest jako gatunek narażony (VU, ang. Vulnerable); wcześniej, od 2004 roku uznawano go za gatunek niedostatecznie rozpoznany (DD, ang. Data Deficient). Niewiele wiadomo o liczebności populacji i jej trendzie.
Na obszarze, na którym występuje ten gatunek, od lat 90. XX w. miała miejsce intensywna wycinka drzew, prawdopodobnie na gatunek wpłynie też rozwój upraw małoobszarowych. Płaz ten spotykany jest w handlu, jednak nie wiadomo jak duży ma to wpływ na jego dziką populację.